# شرطي الحضانة
شرطي الحضانة (بالإنجليزية: Kindergarten Cop)‏ هو فيلم كوميدي أمريكي صدر عام 1990 من إخراج ايفان ريتمان وتوزيع يونيفرسال بيكشرز. لعب أرنولد شوارزنيجر في الفيلم دور جون كيمبل، وهو محقق من الشرطة عمل متخفياً كمدرس في رياض الأطفال للقبض على ابن تاجر المخدرات كولين كريسب (ريتشارد تايسون) قبل أن يتمكن من الوصول إلى زوجته السابقة وابنه.
أثناء التخفي، يكتشف كيمبل شغفه بالتدريس ويفكر في تغيير مهنته ليصبح معلماً. باميلا ريد تلعب كدور شريكة له، وفيبي أوهارا، وبينيلوب آن ميللر تلعب دور جويس، المعلمة التي أصبحت اهتمامه بالحب. تم تأليف النتيجة الموسيقية الأصلية بواسطة راندي إيدلمان. تم إصدار الفيلم في الولايات المتحدة في 21 ديسمبر 1990.

## القصة
بعد سنوات من ملاحقة تاجر المخدرات سيئ السمعة كولين كريسب، يعتقله المحقق جون كيمبل بتهمة القتل. وجده الشاهد يقتل مخبراً بعد الحصول على معلومات بشأن مكان زوجته السابقة، راشيل ميات كريسب، والتي يُزعم أنها سرقت ملايين الدولارات منه قبل أن تهرب مع ابنه، كولين جونيور. شريك مع مدرس سابق تحول إلى محقق فيبي أو 'هارا، يتخفى كيمبل في أستوريا، أوريغون للعثور على راشيل وتقديم حصانة لها مقابل الشهادة ضد كريسب في المحكمة. تحقيقاً لهذه الغاية، يجب أن تعمل أوهارا كمعلمة بديلة في فصل رياض الأطفال في مدرسة كولين جونيور في مدرسة أستوريا الابتدائية. أُصيبت أوهارا بحالة رهيبة من إنفلونزا المعدة، وأصبحت مريضة في اللحظة الأخيرة، لذلك أخذ كيمبل مكانها. مديرة المدرسة الآنسة شلوسكي مقتنعة بأنه لن يدوم طويلاً قبل الإقلاع عن المدرسة. على الرغم من أنه في البداية طغا عليه الشعور، إلا أنه يتكيف مع وضعه الجديد بسرعة، على الرغم من عدم وجود أي خبرة تعليمية رسمية. مع استخدام النمس حيوانه الأليف كتعويذة في الفصل، وتعزيز إيجابي، وتدريبه الشرطي كنموذج للبنية في الفصل وتجربته كأب، يصبح شخصية محترمة ومحبوبة كثيراً من الطلاب.
يبدأ كيمبل في الاستمتاع بدوره السري. في مرحلة ما، يتعامل مع حالة إساءة لمعاملة طفل ويتم الرد من خلال الاعتداء على والد الطفل المعتدى عليه وتهديده. بملاحظة أسلوبه في التدريس، تؤكد المديرة أنه على الرغم من أنها لا تتفق مع أساليبه، لكنها يمكنها أن ترى أنه معلم جيد. أصبح كيمبل أيضًا مغرماً بزميلته الأستاذة جويس بالميري، التي كان ابنها دومينيك أحد طلابها. لقد ابتعدت عن زوجها ولم تتحدث عنه، حيث أخبرت دومينيك أنه يعيش في فرنسا. بالتحدث مع جويس الأكثر ثقة بشكل تدريجي، يستنتج كيمبل أنها راشيل وأن دومينيك هي كولين جونيور. في كاليفورنيا، يتم إغلاق قضية حبس كريسب في السجن بعد وفاة الشاهد من استخدام الكوكايين الملوث الذي قدمته والدة كريسب، إليانور. تم إطلاق سراحه بعد ذلك من السجن، وسافر بسرعة إلى أستوريا مع إليانور للبحث عن كولين جونيور.
عندما يعرف كيمبل أنه تم إطلاق سراح كريسب، يواجه راشيل هويته، قائلاً إنه يمكنه حمايتها إذا تعاونت. غضبت حينها منه لأنه ضللها، أخبرته أن كريسب كذبت بشأن سرقتها المال لإقناع تجار المخدرات لمساعدته في العثور عليها. كان السبب الحقيقي هو العثور على كولين جونيور، حيث كان غاضبًا من اختفاء راشيل معه (على الرغم من أن لديها كل الأسباب للقيام بذلك، نظرًا لعار زوجها السابق، والمثال السيئ للأب الذي سيكون عليه نتيجة لذلك). يبدأ كريسب بإشعال حريقاً في المكتبة كإلهاء لاختطاف كولين الابن، لكنه يستخدمه كرهينة عند وصول كيمبل. نمس كيمبل، الذي كان مختبئا في قميص كولين جونيور، لدغ كريسب في رقبته، مما سمح لكولين جونيور بالهروب. في الخارج، تصيب إليانور أوهارا بسيارتها قبل الذهاب إلى الداخل واكتشاف موت كريسب؛ أصيبت كيمبل في كتفها، لكن أوهارا ظهرت وفقدت وعيها بمضرب بيسبول. يتم القبض على إيلانور بعد ذلك ويتم نقل كيمبل اللاواعي إلى المستشفى مع أوهارا. يعود أوهارا إلى قوة الشرطة في لوس أنجلوس، بينما يقرر كيمبل التقاعد، ويقيم في أستوريا ليصبح مدرساً لرياض الأطفال في المدرسة بدوام كامل. تنضم إليه راشيل ويشتركان الاثنان بقبلة بينما يهتف الجميع.

## وصلات خارجية
شرطي الحضانة على موقع IMDb (الإنجليزية)
- شرطي الحضانة على موقع ميتاكريتيك (الإنجليزية)
- شرطي الحضانة على موقع روتن توميتوز (الإنجليزية)
- شرطي الحضانة على موقع نتفليكس (الإنجليزية)
- شرطي الحضانة على موقع قاعدة بيانات الأفلام العربية
- شرطي الحضانة على موقع ألو سيني (الفرنسية)
- شرطي الحضانة على موقع Turner Classic Movies (الإنجليزية)
- شرطي الحضانة على موقع أول موفي (الإنجليزية)
- شرطي الحضانة على موقع بوكس أوفيس موجو (الإنجليزية)
- شرطي الحضانة على موقع فيلمافينيتي (الإسبانية)